# Mamma Bruschetta
Mamma Bruschetta Piccirillo Henrique (São Paulo, 13 de setembro de 1949) é uma atriz e apresentadora de televisão brasileira.
É conhecida pelos personagens Condessa Giovanna e o ET Zero. Atuou em diversos espetáculos de teatro, como Aconteceu com Shirley Taylor, O Advogado de Deus e O Fantasma da Minha Sogra.

## Carreira

### Televisão
Durante a década de 1980 até 1990, atuou no programa de variedades chamado TV Mix, onde interpretava a italiana Condessa Gioconda, fazendo parte da equipe da TV Gazeta.
Durante a década de 1990, no programa infantil chamado Rá-Tim-Bum, interpretava um ET chamado Zero que aparecia voando dentro de uma nave e sobrevoava a cidade de São Paulo procurando por coisas diversas, por exemplo, alguém que usasse a cor vermelha (então eles congelavam a "cena" e explicavam sobre).
Nos anos 1990 chegou a fazer parte do júri do programa Show de Calouros onde interpretava a personagem Condessa Giovanna. Nas décadas de 2000 e de 2010, atuou no Programa Silvio Santos figurando em diversas edições dos quadros Jogo dos Pontinhos e Jogo das Três Pistas como a personagem Mamma Bruschetta.
Sua personagem principal é a Mamma Bruschetta, uma personagem caricata de uma típica imigrante italiana fofoqueira, que comenta os acontecimentos das telenovelas em exibição e da vida das celebridades.
No final de julho de 2016, Mamma deixou de fazer parte do Mulheres, programa no qual atuava há quase 15 anos, para apresentar um novo programa com Leão Lobo, Leo Dias, Décio Piccinini, Lívia Andrade e Mara Maravilha, no SBT, chamado de Fofocalizando. A sua ida para o SBT não permitiu que continuasse no Mulheres, como inicialmente gostaria, e o seu contrato com a TV Gazeta foi rescindido amigavelmente. Mamma ficou na segunda passagem pelo SBT até outubro de 2020, quando foi demitida. Em 9 de outubro de 2020, aceitou o convite de Catia Fonseca, voltando a atuar na Rede Bandeirantes, em parceria com a apresentadora, no programa Melhor da Tarde.

## Saúde e hospitalização
Em janeiro de 2024, aos 74 anos de idade, Mamma Bruschetta foi hospitalizada na Unidade de Terapia Intensiva (UTI) do Hospital São Luiz Itaim, em São Paulo, devido a complicações de saúde, incluindo pneumonia e arritmia cardíaca. Após receber tratamento intensivo, ela recebeu alta da UTI em fevereiro de 2024 e continuou seu tratamento em um apartamento.Bruschetta é conhecida por sua longa batalha contra o câncer no esôfago, do qual declarou estar em remissão. No entanto, ela ressaltou que só poderá garantir sua cura definitiva após "cinco ou seis anos" de monitoramento médico.Seu assessor, Thiago Nielsen, confirmou sua hospitalização, relatando que ela está realizando exames e sem previsão imediata de alta.

### Cinema
Também fez uma pequena participação no cinema, no filme chamado Falsa Loura de 2007, onde ela interpreta um dono de casa noturna, onde reserva uma mesa para a personagem Silmara, interpretada pela atriz brasileira Rosanne Mulholland.

## Vida pessoal
Nascida Luiz Henrique, "Mamma Bruschetta" surgiu como uma personagem. Desde então, tornou-se a expressão de gênero pública de sua intérprete. Posteriormente, em 2021, a atriz oficializou o nome Mamma Bruschetta como seu nome social em seu RG e declarou-se mulher, assumindo sua expressão de gênero como a Mamma, que deixou de ser personagem fictícia e se tornou sua identidade.
Em entrevista ao podcast Saravá Podcast, Mamma Bruschetta se assumiu candomblecista tendo passado por feitura de santo há mais de 40 anos.

## Filmografia

### Televisão
| Ano     | Título                    | Cargo / Função                    | Nota                                | Emissora   |
| ------- | ------------------------- | --------------------------------- | ----------------------------------- | ---------- |
| 1987–89 | TV Mix                    | Apresentadora e humorista         | Interpretando Condessa Giovanna     | TV Gazeta  |
| 1988    | Tarcísio & Glória         | Luiz                              | Episódio: " As Duas Faces de Ava"   | TV Globo   |
| 1990–94 | Rá-Tim-Bum                | ET Zero                           |                                     | TV Cultura |
| 1990    | Brasileiras e Brasileiros | Participação especial             |                                     | SBT        |
| 1992    | Mundo da Lua              | Conselheiro Real                  | Episódio: "O Dono do Mundo da Lua"  | TV Cultura |
| 1990–96 | Show de Calouros          | Jurada                            | Interpretando Condessa Giovanna     | SBT        |
| 2001–16 | Mulheres                  | Coapresentadora                   |                                     | TV Gazeta  |
| 2002    | SPA TV Fantasia           | Ela mesma                         | Episódio: "Ilegal,Imoral e Engorda" | TV Gazeta  |
| 2011–14 | Programa Silvio Santos    | Participante (Jogo dos Pontinhos) |                                     | SBT        |
| 2016–19 | Fofocalizando             | Apresentadora                     |                                     | SBT        |
| 2020    | Melhor da Tarde           | Colaboradora                      |                                     | Band       |

### Cinema
| Ano  | Título                      | Personagem      |
| ---- | --------------------------- | --------------- |
| 1991 | Sua Excelência, o Candidato | Brigitte Mellot |
| 1992 | Perfume de Gardênia         |                 |
| 2007 | Falsa Loura                 | Bono            |
| 2023 | D'Alama, O Pacto            | Cigana          |

### Teatro
| Ano  | Título                             |
| ---- | ---------------------------------- |
| 1968 | Édipo Rei                          |
| 1980 | Auto da Compadecida                |
| 1981 | Macunaíma                          |
| 1981 | Nelson Rodrigues, o Eterno Retorno |
| 2004 | 2/4 de Motel                       |
| 2005 | Aconteceu com Shirley Taylor       |
| 2016 | O Fantasma da Minha Sogra          |
| 2018 | O Advogado de Deus                 |
| 2022 | Miss Brasil Sou Eu                 |

### Internet
| Ano           | Título         | Cargo         | Plataforma |
| ------------- | -------------- | ------------- | ---------- |
| 2018–presente | Canal da Mamma | Apresentadora | YouTube    |